# Johann Karl Burckhardt
Johann Karl Burckhardt (30 de abril de 1773 – 22 de junio de 1825) fue un matemático y astrónomo de origen alemán naturalizado francés (posteriormente fue conocido como Jean Charles Burckhardt, tal como figura en su tumba). Es recordado en particular por su trabajo en los fundamentos de la astronomía, y por su teoría lunar, que fue de aplicación general en el cálculo de efemérides de la Luna para la navegación durante la primera mitad del siglo XIX.

## Vida y carrera
Burckhardt nació en Leipzig, donde estudió matemáticas y astronomía. Más tarde se convirtió en ayudante en el Observatorio de Gotha y fue alumno de Franz Xaver von Zach. Recomendado por von Zach se agregó al observatorio de la École Militaire de París, entonces dirigida por Joseph Lalande. Fue nombrado astrónomo-adjunto del Bureau des Longitudes y recibió la ciudadanía francesa en 1799, siendo elegido miembro del Instituto de Francia en 1804. Después de la muerte de Lalande en 1807, Burckhardt pasó a ser director del observatorio de la École Militaire.

## Trabajo científico
Burckhardt llevó a cabo estudios extensos de las órbitas de los cometas, y su estudio de un cometa de 1770 le supuso la obtención de una cierta reputación profesional.
En 1812 publicó una teoría lunar mejorada, tras el trabajo anterior de Laplace. Al parecer, sus tablas lunares fueron las primeras basadas en un ajuste por mínimos cuadrados de los coeficientes obtenidos a partir de observaciones lunares seleccionadas, de las que utilizó aproximadamente unas 4000; un comité del Bureau des Longitudes (compuesto por Laplace, Delambre, Bouvard, Arago y Poisson) ideó una forma temprana de análisis por mínimos cuadrados que incorporaron las tablas de Burckhardt, mejorando sensiblemente las de Bürg. Consiguientemente, disfrutaron durante unas décadas de la reputación sustancial de ser las tablas disponibles más precisas. Eran oficialmente utilizadas para computar las efemérides del paralaje lunar en el Almanaque Náutico entre 1821 y 1861 (aunque fueron recalculadas en parte, como en 1856, para determinar de nuevo el paralaje horizontal lunar, mejorando las tablas de John Couch Adams). Las tablas de Burckhardt fueron finalmente reemplazadas por completo, en 1862 como base del Almanaque Náutico, y posteriormente por los nuevos cálculos basados en la teoría Lunar más exacta de Peter Andreas Hansen.

## Reconocimientos
- El cráter lunar Burckhardt lleva este nombre en su honor.[5]